# Smallanthus macvaughii
Smallanthus macvaughii là một loài thực vật có hoa trong họ Cúc. Loài này được (J.R.Wells) H.Rob. miêu tả khoa học đầu tiên năm 1978.